# 异色树莺
异色树莺（学名：Horornis flavolivaceus）为鶲科树莺属的鸟类。该物种的模式产地在尼泊尔。

## 亚种
- 异色树莺西南亚种（学名：Horornis flavolivaceus dulcivox）。在中国大陆，分布于四川、云南等地。该物种的模式产地在四川。[2]
- 异色树莺指名亚种（学名：Horornis flavolivaceus flavolivaceus）。在中国大陆，分布于西藏等地。该物种的模式产地在尼泊尔。[3]
- 异色树莺秦岭亚种（学名：Horornis flavolivaceus intricatus）。在中国大陆，分布于山西、陕西、四川、山东等地。该物种的模式产地在陕西。[4]